# 폴 밴 빅터

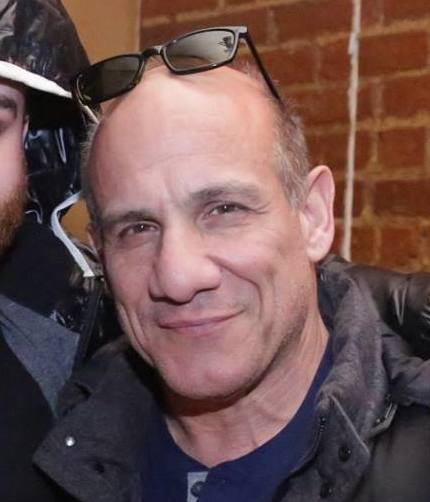
폴 벤빅터 (2016)

폴 벤빅터(Paul Ben-Victor, 1965년 7월 24일 ~ )는 미국의 배우, 영화 제작자이다.
브루클린에서 태어났다.

## 출연 작품
- 바이닐
- 얼리전스
- 베가스
- 아직 멀었어요?

- 플레인 (2023년)
- 더 뱅커 (2019년)
- 몬스터 (2018년)
- 어 크루키드 썸바디 (2017, A Crooked Somebody)
- 숨바꼭질 (2017년) - 미스터 존슨 역
- 블로우토치 (2015년) - 블랙키 역
- 겟 하드 (2015년)
- 언럭키맨 (2015년)
- 바이 더 건 (2014년)
- 라스트 아이 허드 (2013년) - 비니 네로 역
- 그루지 매치 (2013년) - 루 역
- 엠파이어 스테이트 (2013년) - 토미 역
- 돈 존 (2013년) - 신부 역
- 마이티 파인 (2012년) - 바비 역
- 슈드'브 빈 로미오 (2011년) - 죠이 역
- 라스베가스 습격작전 (2010년)
- 더 블루 월 (2010년) - 찰리 설리반 역
- 애니타운 (2009년) - 프린시펄 휠러 역
- 인 플레인 사이트 (2008년)
- 온 더 돌 (2007년)
- 랜디 앤 더 맙 (2006년)
- 푸시 (2006년) - 토니 역
- 올 더 킹즈 맨 (2006년) - 루카스 역
- 클로즈 투 홈 (2005년)
- 에브리바디 헤이츠 크리스 (2005년)
- 안투라지 시즌1 (2004년)
- 데어데블 (2003년)
- 더 와이어 시즌1 (2002년)
- 투명 인간 (2000년) - 로버트 앨버트 홉스 역
- 드라우닝 모나 (2000년) - 토니 칼러치 역
- 키스 토레도 굿바이 (1999년) - 빈스 역
- 크레이지 인 알라바마 (1999년)
- 커럽터 (1999년) - 샤백커 역
- 스탠드오프 (1998년)
- 죽음의 가상 현실 (1998년)
- 시빌 액션 (1998년)
- 포인트 블랭크 (1998년)
- 식스맨 (1997년)
- 메트로 (1997년)
- 맥시멈 리스크 (1996년) - 펠만 요원 역
- 파이어스톰 (1995년)
- 터프가이 (1995년)
- 하우스게스트 (1995년)
- 레드 스콜피온 2 (1995년)
- 트러블 바운드 (1993년)
- S.I.S. 필살처형 (1993년)
- 툼스톤 (1993년)
- 트루 로맨스 (1993년) - 루카 역
- 쿨 월드 (1992년)
- 양들의 반란 (1992년)
- 분리 인간 (1991년)
- 스트리츠 (1990년)
- 대지진 그후 (1990년)
- 후계자 (1990년)
- 블루스 브라더스 2 (1989년)
- LA 로 (1986년)